# おえんさん
『おえんさん』は、1955年（昭和30年）6月7日に公開された日本映画。製作、配給は東宝。モノクロ、スタンダード。
母子の愛情を、コミカルさを混じえて描いた作品。監督の本多猪四郎は、当初『獣人雪男』の撮影に入っていたが、特技監督の円谷英二が『ゴジラの逆襲』を優先することとなり『獣人雪男』の撮影が中断し、本多はその間に本作品の撮影を行った。

## スタッフ
以下のスタッフ名は特に記載のない限り東宝に従った。
- 製作：田中友幸
- 原作：中野実
- 脚本：西島大
- 音楽：斎藤一郎
- 撮影：飯村正
- 美術：北辰雄
- 録音：藤好昌生
- 照明：横井総一[5]
- 助監督：岡本喜八
- 監督：本多猪四郎

## キャスト
以下の役名と出演者名は特に記載のない限り東宝に従った。
- 松山えん：水谷八重子
- 松山広志（一人息子）：小泉博
- 和泉珠子（広志の許婚）：司葉子
- 定子の夫徳五郎：藤原釜足[5]
- 早川光江（えんの姉）：清川玉枝
- 野田安夫（質屋の息子）：山本廉
- 店員 栄吉：堤康久
- 店員 彰夫：中山豊
- 田辺：中村是好
- 鮫島医師：十朱久雄
- 八代目林家正蔵
- 八百種の内儀：馬野都留子[5]
- 和泉定子：中北千枝子
- 谷清太郎（えんの昔の恋人）：清水将夫
- ダンス教師：宇野晃司
- 仲買人：佐田豊、広瀬正一
- 小売商：河崎堅男、光秋次郎
- 荷受人：勝本圭一郎、津田光男、中西英介、河辺昌義